# آتیلو ماکارونه
آتیلو ماکارونه (انگلیسی: Atilio Maccarone; c.1900 – 1960s) بازیکن فوتبال اهل آرژانتین بود.
از باشگاه‌هایی که در آن بازی کرده‌است می‌توان به باشگاه اتلتیکو ایندپندینته اشاره کرد.